# Pandemi
| Pandemi |
| --- |
| Ett fotografi från Spanska sjukans dagar. - Betydelse – världsomfattande epidemi - Exempel – Digerdöden, Spanska sjukan, Asiaten, Hongkonginfluensan, Covid-19 - Relaterade begrepp – coronavirus, influensa, pest |

En pandemi (grekiska: pandemias, ”hela folket”), förr farsot, är en epidemi som får spridning över stora delar av världen och drabbar många individer. Från att ha varit en medicinsk term har uttrycket under 2000-talet kommit att bli en del av vardagsspråket. Exakt var skiljelinjen går mellan pandemier och mindre allvarliga sjukdomsutbrott är föremål för diskussion, men den klassiska definitionen lyder: 
| ”                                                                  | en epidemi som uppstår över hela världen eller över ett mycket stort område, som korsar internationella gränser och vanligtvis påverkar ett stort antal människor | „ |
| – Martin Holmbergs översättning, efter Dictionary of Epidemiology. | |   |

Drabbas bara enskilda länder talar man istället om en epidemi.
En epidemi kategoriseras inte som pandemi om den inte kontinuerligt infekterar många människor. Det räcker alltså inte att en epidemi är spridd över stora delar av världen och orsakar många dödsfall – den måste även vara smittsam. En epidemi som förekommer och sprids hos en begränsad grupp av människor eller geografiskt område, eller där antalet drabbade är på en jämn och konstant nivå, definieras som en endemi.

## Större pandemier
Ofta har det varit influensa, pest, kolera eller tyfus som orsakat pandemier, men även smittkoppor och tuberkulos. Pandemier av pest har utbrutit åtminstone tre gånger, varje gång med start i Kina:
- Justinianska pesten nådde bysantinska riket 541–542 e.Kr. och har fått sitt namn efter kejsar Justinianus I.
- Digerdöden i mitten av 1300-talet.
- Ett tredje pestutbrott började i Kina 1894.
- Spanska sjukan, 1918–1921 minst 35 000 svenskar avled. Totalt uppgick antalet döda till 50–100 miljoner i hela världen.[5]
- Asiaten, 1957 minst 300 000 svenskar insjuknade.
- Hongkong-influensan, 1968–1970. Det uppskattas att 1 miljon människor kan ha insjuknat under åren 1968–70.
- H1N1-utbrottet 2009 (svininfluensan), 2009–2010, med 18 500 läkarbekräftade dödsfall totalt i världen, men det totala antalet dödsfall har senare uppskattats till 201 000.[6] Den 11 juni 2009 uppgraderades influensan (A/H1N1) till pandemi av Världshälsoorganisationen.[7]
- Covid-19-pandemin, 2019– pågående. Den 11 mars 2020, efter att över 100 000 människor smittats, kategoriserade WHO covid-19 som en pandemi. Det nya coronaviruset sars-cov-2 upptäcktes först i Wuhan i Kina i slutet av 2019 och har spridit sig till stora delar av världen. Detta är ett pågående utbrott och antalet insjuknade ökar.

### Översikt
Den här artikeln är helt eller delvis baserad på material från engelskspråkiga Wikipedia, List of epidemics and pandemics.
| Pandemi                     | Start      | Slut | Antal döda        | Antal infekterade | Orsak                        | Direkt orsak        | Ursprungsland      | Spridningskarta |
| --------------------------- | ---------- | ---- | ----------------- | ----------------- | ---------------------------- | ------------------- | ------------------ | --------------- |
| Justinianska pesten         | 541        | 747  | 25 000 000        |                   | Yersinia pestis              |                     | Egypten            |                 |
| Digerdöden                  | 1347       | 1353 | 75 000 000        |                   | Y. pestis                    | människoloppa       | Ukraina            |                 |
| Pesten i Ryssland 1770–1772 | 1770       | 1772 |                   |                   | Y. pestis                    |                     | Moldavien          |                 |
| Den första kolerapandemin   | 1817       | 1824 |                   |                   | Vibrio cholerae              |                     | Indien             |                 |
| Den andra kolerapandemin    | 1829       | 1852 |                   |                   | V. cholerae                  |                     | Indien             |                 |
| Den tredje kolerapandemin   | 1846       | 1860 |                   |                   | V. cholerae                  |                     | Indien             |                 |
| Polio                       | 1881       |      |                   |                   | poliovirus                   |                     | Sverige            |                 |
| Ryska snuvan                | 1889       | 1890 | 1 000 000         |                   | H2N2 eller H3N8 (föreslagna) |                     | Ryssland           |                 |
| Spanska sjukan              | 1918       | 1920 | 50 000 000        | 500 000 000       | H1N1                         | första världskriget | USA                |                 |
| Asiaten                     | 1956       | 1958 | 1 100 000         |                   | H2N2                         |                     | Kina               |                 |
| Hongkonginfluensan          | 1968       | 1969 | 1 100 000         |                   | H3N2                         |                     | Brittiska Hongkong |                 |
| H1N1-utbrottet 2009         | 2009       | 2010 | 151 700 (575 400) |                   | H1N1/09-pandemiviruset       |                     | USA                |                 |
| Covid-19-pandemin           | 2019-12-08 |      | 6 385 483         | 570 778 771       | Sars-cov-2                   |                     | Kina               |                 |